# Георги Павлов (ветеринарен лекар)
Вижте пояснителната страница за други личности с името Георги Павлов.
Георги Павлов Хадживичев е български учен ветеринар.

## Биография
Роден е на 10 март 1881 г. в Котел. Бащата на Георги Павлов, Павел Хадживичев, е шивач-гайтанджия. След Освобождението занаятчийството в града запада. Прехраната на многолюдното семейство все повече се затруднява. Както други свои съграждани, той търси препитание в Добруджа. Семейството се заселва в малко селце край Кюстенджа (дн. гр. Констанца, Румъния), където бащата открива шивашка работилница. Благодарение на осигурените скромни доходи от работилницата, синовете на Павел Хадживичев успяват да продължат образованието си. Георги Павлов е изпратен да учи в известното тогава педагогическо училище в гр. Казанлък.
Членуването му в ученически марксически кръжок е причината през 1898 г., два-три месеца преди завършване на училището, да бъде изключен, въпреки отличния си успех. Става „волнонаемен“ учител в Бургаско. Заради публични изяви на политическите си пристрастия е отстранен от длъжност. За следващата учебна година се премества в с. Армутлии (дн. Крушари) в Добруджа. Там продължава със социалистическата си дейност. Подкрепя селските бунтове в Шабла и Дуранкулак срещу данъка-десятък, въведен от правителството на Васил Радославов и отново е уволнен. Следват години, през които отбива редовната си военна повинност. Първоначално е школник в Школата за запасни офицери в Княжево, а след това – фелдфебел-школник в гарнизона на Варна.
През 1905 г. заминава за Италия. Следва ветеринарна медицина в гр. Торино. Завършва образованието си с отличие и въпреки че получава настоятелна покана за асистентско място, той предпочита да се завърне в България.
От 1910 г. започва попрището му на ветеринарен лекар. Първото му назначение е за околийски ветеринарен лекар в Ески-Джумая (Търговище). Участва в Първата световна война като запасен санитарен поручик. За отличия и заслуги през втория период на войната е награден с орден „Свети Александър“, V степен.
До 1919 г. следват назначения в Малко Търново, Осман-пазар (Омуртаг), Бургас, Свищов, Хасково и Айтос. С писмо No 7317 от 5 ноември 1921 г. Министерството на земеделието награждава д-р Георги Павлов с „Орден за гражданска заслуга“ заради акуратната му, съвестна и образцова служба.
През 1923 г. д-р Павлов е районен ветеринарен инспектор в Айтос. Така, Айтос става третият в България районен ветеринарен инспекторат, наред с Плевен и София. Местното население, благодарно за неговата всеотдайна дейност като лекар и за превръщането на града във важен ветеринарно-лечебен център, още приживе назовава улица в града на негово име.
През 1923 г. е предложен от дружеството на ветеринарните специалисти за началник на ветеринарните отделения при Министерство на земеделието. Най-активна научна и професионална дейност Г. Павлов развива в периода 1923-1935 г. Инициатор е на приемането на Закон за санитарно-ветеринарната служба в България от 1924 г. и превръщането на ветеринарната медицина в обществена.
През 1925 г. проф. Павлов става доцент в катедрата по ветеринарна полиция и администрация и съдебна ветеринарна медицина с подвижна клиника. През 1928 г. е избран за извънреден професор при същата катедра, а от 1931 г. е редовен професор и титуляр на катедрата. Тази катедра от 1941 г. се преименува на „Съдебна ветеринарна медицина, ветеринарна профилактика с амбулаторна клиника и история на ветеринарната медицина“. Неин ръководител е неизменно, до смъртта си през 1945 г., проф. Г. Павлов. От 1937 до 1942 г. е декан на Ветеринарно-медицинския факултет и член на Академическия съвет на Софийския университет. Академическият съвет на СУ го номинира за ректор, но заболяването му пречи тази идея да се реализира.
Проф. д-р Г. Павлов е сред 18-те инициатори и учредители на Съюза на научните работници в България. Той е втори, след акад. Асен Хаджиолов, председател на СНРБ.
Проф. Павлов умира на 31 юли 1945 г. и е погребан в парка на Висшия ветеринарно-медицински институт, където е издигнат негов бюст-паметник.

## Памет
На професор Георги Павлов е наречена улица в квартал „Гео Милев“ в София (Карта).